# Alejandro Echevarría Busquet
Alejandro Echevarría Busquet (Bilbao, 25 de mayo de 1942 - Urdúliz, 19 de febrero de 2024) fue un empresario español. Fue presidente de Mediaset España desde mayo de 1996 hasta abril de 2022.

## Biografía
Perteneciente a la familia Echevarría, vinculada a los medios de comunicación del País Vasco, y especialmente al Grupo Correo, editor de El Correo. Su abuelo, Manuel Echevarría Torres, fue fundador y primer director de El Noticiero Bilbaíno. Su padre, Alejandro Echevarría Zorrozúa, incorporó en 1945 El Noticiero Bilbaíno a la empresa liderada por los Ybarra –El Correo Español-El Pueblo Vasco–, donde fue nombrado en 1951 director del periódico El Correo, cargo que simultaneó durante un tiempo con sus responsabilidades como gerente y consejero de la sociedad. 
Alejandro Echevarría Busquet se licenció en Ciencias Empresariales por la Deusto Business School (San Sebastián) y estaba especializado en Empresariales por la Higher School.
Tras obtener su licenciatura, en 1965 es adjunto a la gerencia del Grupo Correo, dos años después es consejero de dicha sociedad y es a partir de 1980 cuando es nombrado consejero delegado de El Correo Español-El Pueblo Vasco, diario en el que se llevó a cabo un importante plan de renovación tecnológica y editorial, convirtiéndose primero en Grupo Correo (posteriormente Grupo Correo-Prensa Española) y actualmente Vocento, uno de los tres grupos de comunicación multimedia líder en España con intereses en prensa nacional (ABC), regional, radio, Internet y producción audiovisual. 
También ha ocupado diversos cargos directivos en empresas del automóvil y electrodomésticos, siendo consejero de la Oficina de la Justificación de la Difusión (O.J.D.), presidente de SAPISA (Servicios Auxiliares de Prensa Independiente), de la Agencia Colpisa y de la Asociación de Editores de Diarios de España (A. E. D. E.) y de Editores Asociados para la Televisión Independiente S. A. (TEVISA) y miembro del Consejo de Administración de Antena 3 (1988-1994). Asimismo fue miembro del Consejo Social de la Universidad de Deusto.
El 15 de mayo de 1996 fue nombrado presidente de Gestevisión Telecinco tras la adquisición por el Grupo Correo del 25% de la cadena de televisión, sustituyendo a Miguel Durán en el cargo.
Como presidente del Consejo de Administración de Gestevisión Telecinco, era el máximo exponente de la representación institucional de la compañía. Durante su mandato se llevó a cabo la implantación de la redacción digital de Informativos Telecinco en 1998 con Luis Fernández al frente, Telecinco se convirtió en la cadena más rentable de Europa en 2002  se produjo la salida a Bolsa de Telecinco en junio de 2004, siendo este lanzamiento a bolsa en el más exitoso de una empresa del sector o la fusión de Gestevisión Telecinco y Sogecuatro en enero de 2011, convirtiéndose Mediaset España (empresa resultante de la fusión) en el grupo de televisión español líder durante diez años y Telecinco en la cadena líder en España entre 2004 y 2008 y 2012 y 2021.
Por otra parte, ha sido presidente de la Unión de Televisiones Comerciales Asociadas (UTECA) entre 2007 y marzo de 2011, del Círculo de Empresarios Vascos, de la Fundación Tubacex, de la Sociedad Coral de Bilbao y  de la Comisión de Medios de Comunicación de FAD (Fundación de Ayuda contra la Drogadicción), así como vicepresidente de la Deusto Business School y del CONR (Foro para la Contratación Pública Socialmente Responsable), miembro del jurado de los Premios Príncipe de Asturias de Comunicación y Humanidades y patrono de las Fundaciones Plan España, Novia Salcedo, y De Ayuda contra la Drogadicción. 
En marzo de 2014 fue nombrado presidente de la Comisión Gestora de UTECA, junto con José Manuel Lara, presidente del Grupo Planeta, cargo que ocupó hasta 2019. Este nombramiento se interpretó como una señal de protesta por la inactividad del Gobierno ante la resolución de los nueve canales TDT en entredicho.
El 20 de abril de 2022 dejó de ser presidente de Mediaset España tras casi 26 años y pasó a ser presidente honorífico de dicha entidad. Al mismo tiempo, era consejero de Endesa, Consulnor, CVNE y Willis y de los diarios El Correo, El Diario Montañés y El Diario Vasco y presidente de su propia fundación, Fundación Comunicando Futuro-Alejandro Echevarría.
El 19 de febrero de 2024 fallece a los 81 años de edad en el Hospital de Urdúliz-Alfredo Espinosa.
Estaba casado con Alicia Aurora Estívariz Uriel y tenían tres hijos y cuatro nietos.

## Premios
- Mejor Empresario Vasco (1998).
- Mejor Gestión Empresarial (revista Futuro, 1998).
- Premio Valores de Empresa en Medios de Comunicación (Comité Organizador del Congreso de Valores de Empresa, 2000).
- Premio Jaume de Cordelles (ESADE, 2001).
- Miguel Moya (APM, 2009).
- Ilustre de Bilbao (Ayuntamiento de Bilbao, 2009).
- Aster (Esic Business & Marketing School, 2013).[31]
- Premio Ramón Rubial (2014).[32]